# Perry Ogden
 (septembre 2021).
Perry Ogden est un photographe britannique, avant d'être réalisateur, scénariste et producteur. Il est né en 1961 dans le Shropshire (Royaume-Uni).

## Biographie
Perry Ogden a grandi à Londres et habite maintenant à Dublin en Irlande. Photographe, son livre sur les enfants travellers Pony Kids paraît en 1999 (Jonathan Cape / Aperture). Ses photos de l’atelier de Francis Bacon sont éditées par Thames and Hudson en 2001 et exposées récemment à Bâle (Suisse), Porto (Portugal) et à la Fondation Van Gogh à Arles. Pavee Lackeen, la fille du voyage est son premier film.

## Filmographie

### Comme réalisateur
- 2006 : Pavee Lackeen, la fille du voyage

### Comme scénariste
- 2006 : Pavee Lackeen, la fille du voyage

### Comme producteur
- 2006 : Pavee Lackeen, la fille du voyage